# 마르크 (통화)

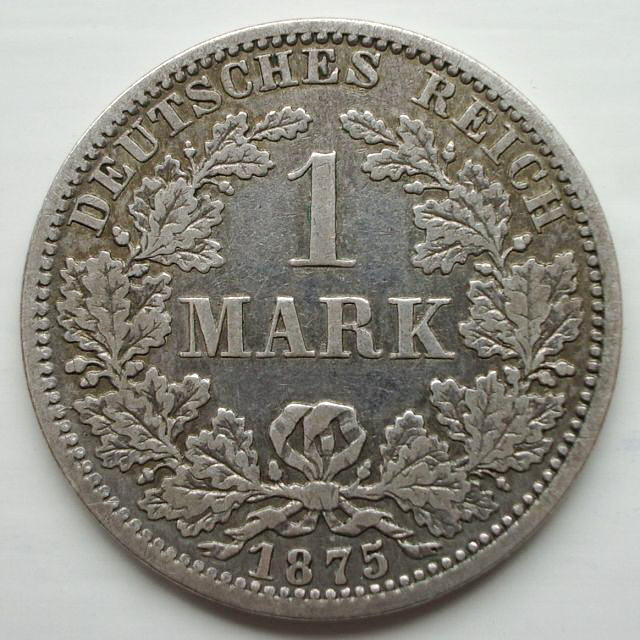

마르크(독일어: Mark)는 통화 단위 가운데 하나이다. 원래는 금과 은의 질량을 재는 단위로 사용되었으며 독일 등 서유럽에서 널리 사용되었다.

## 각국의 마르크

### 독일
- 금 마르크 (1873년 ~ 1914년)
- 파피어마르크 (1914년 ~ 1923년)
- 렌텐마르크 (1923년 ~ 1924년)
- 라이히스마르크 (1924년 ~ 1948년)
- 동독 마르크 (1948년 ~ 1990년)
- 독일 마르크 (1948년 ~ 2001년)

### 독일 이외의 국가
- 핀란드 마르카 (1860년 ~ 2001년)
- 보스니아 헤르체고비나 태환 마르카 (1995년 ~ 현재)